# Mustela erminea kadiacensis
Mustela erminea kadiacensis es una subespecie de  mamíferos carnívoros  de la familia Mustelidae subfamilia Mustelinae.

## Distribución geográfica
Se encuentra en la Isla Kodiak (Alaska, los Estados Unidos).